# Ruta Provincial 20 (Buenos Aires)
La Ruta Provincial 20 es una carretera parcialmente pavimentada de 196 km de extensión ubicada en el noreste de la provincia de Buenos Aires, en Argentina.

## Características y recorrido
Esta carretera cruza varias rutas radiales, que son las que salen desde la Ciudad de Buenos Aires. Pasa por las cabeceras de los cinco partidos bonaerenses por las que discurre (excepto por la del partido de Punta Indio). La ruta se extiende en dirección noreste - sudoeste entre las ciudades de Magdalena y Chascomús, para luego seguir hacia el oeste. El tramo entre la Autovía 2 y la Ruta Provincial 36 (Buenos Aires) actualmente se encuentra en obras para  pavimentarla completamente

## Localidades
A continuación se enumeran las localidades servidas por esta ruta. Los pueblos con menos de 5000 habitantes se indican en itálica.
- Partido de Magdalena: Magdalena y Vieytes.
- Partido de Punta Indio: Paraje La Viruta.
- Partido de Chascomús: Chascomús.
- Partido de General Paz: Ranchos.
- Partido de Monte: San Miguel del Monte.
- Partido de Roque Pérez: Roque Pérez.